# Sonia Delaunay
Sonia Delaunay Těrková, rodným jménem Sára Iljinična Sternová (14. listopadu 1885 Oděsa, Chersonská gubernie – 5. prosince 1979 Paříž) byla francouzská malířka, módní návrhářka a designérka židovského původu narozená na Ukrajině (tehdy Ruská říše). Společně s manželem Robertem Delauneyem  byla hlavní osobností orfistického hnutí. Později se prosadila především v oblasti užitého umění.  

## Život

### Rodina
Prvních pět let prožila v Gradižsku v Poltavské gubernii, kde její otec Elia Stern pracoval jako dělník v továrně na hřebíky. Matka Hana Těvelevna, rozená Těrková pocházela z ukrajinské židovské rodiny v Oděse. Otce Sonia později popisovala jako zlého člověka. Další léta byla vychovávána v rodině svého strýce, petrohradského právníka Henrika Timofějeviče Těrka a jeho manželky Anny Sergějevny (Israelevny) Zachové (1856-1918), která byla dcerou filozofa Izraela Isaakjeviče Zacha (1831 —1904) a neteří petrohradského bankéře a finančníka Abrama Isaakjeviče Zacha (1828–1893). Oni ji později plně adoptovali a dali jí příjmení po matce a nové jméno Sonia. 
Henrik Těrk (1847–1917) byl členem představenstva nakladatelství Brockhaus a akciové společnosti Efron se závody Bogatovského cukrárnou, těžebními závody a akciové společnosti Finsko Light Shipping Company. Měl letní dům ve Finsku. Další strýcové pracovali jako lékaři na Krymu a obchodníci v Oděse.
Sonin strýc byl milovník a sběratel umění a často s ním cestovala po Evropě, zejména do Německa, Francie, Itálie a Švýcarska, kde ji brával do muzeí a galerií. V šestnácti letech se proto rozhodla, že bude studovat umění. Činila tak nejprve v Petrohradě, posléze v Karlsruhe a v roce 1905 odjela do Paříže, kde se zapsala na Académie de la Palette. Jejími vzory byli van Gogh, Gauguin a Matisse.

### Paříž 1905 - 1914
V Paříži nasála různé aktuální vlivy, zejména fauvismus, a také potkala německého galeristu Wilhelma Uhdeho, kterého si roku 1908 vzala za muže, avšak spíše z úcty k jeho práci a ze solidarity k němu, neboť Uhde chtěl sňatkem především zamaskovat svou homosexualitu, o níž ona věděla. Díky jeho společnosti poznala výtvarníky francouzské avantgardy, jako byli Georges Braque, Pablo Picasso nebo André Derain. Uhde jí ve své galerii uspořádal první samostatnou výstavu.   Tam také roku 1909 potkala malíře Roberta Delaunayho, do něhož se vášnivě zamilovala, a tak se roku 1910 rozvedla a ihned si vzala Delaunaye. V roce 1911 se jí narodil syn Charles. 
Delaunay jí ovlivnil i umělecky. Společně tvořili a pod vlivem hudby v roce 1912 vytvořili nový výtvarný směr abstraktní malby, pro nějž jejich přítel, básník Guillaume Apollinaire, vymyslel jméno orfismus. (Apollinaire se u Delaunayových mj. skrýval v době, kdy byl podezřelý, že ukradl obraz Mony Lisy z galerie v Louvru). Roku 1912 Sonia namalovala svůj první abstraktní obraz Contrastes simlutanés (Simultánní kontrasty), dynamickou kompozici geometrických barevných ploch. Dalším z jejích blízkých přátel byl básník Blaise Cendrars, jemuž ilustrovala některé knihy. Mezi její nejvýznamnější díla patří orfistické ilustrace k Cendrarsově básni La Prose du Transsibérien et de la petite Jehanne de France (Próza Transsibiřského vlaku a Malé Johanky z Francie) z roku 1913.

### 1914-1921
Když vypukla první světová válka, odešli oba manželé do Španělska a posléze do Portugalska. V Portugalsku úzce umělecky spolupracovali s malíři Amadeem de Souza-Cardosem a Josém de Almada Negreirosem. 
Po říjnové revoluci roku 1917 její teta v Petrohradu, která Soniu dosud finančně podporovala, přišla o majetek. Sonia proto začala více malovat a vystoupila ze stínu svého manžela, do něhož dosud ustupovala zcela vědomě. Také začala navrhovat divadelní kostýmy pro balet Sergeje Ďagileva (představení Cleopatra a Aida).

### Paříž 1922-1945
Do Paříže se manželé vrátili roku 1921. Sonia se seznámila s Tristanem Tzarou, který ji nadchl pro módu a přesvědčil ji, že budoucnost umění je právě v užitém umění. Delaunayová začala navrhovat šaty a design látek. Často volila výrazné geometrické vzory, podobné, jaké se objevovaly i na orfistických obrazech. Byla v tomto oboru úspěšná a v roce 1925 otevřela vlastní módní salón. Její šaty nesly značku Simultané. Roku 1925 se s úspěchem zúčastnila slavné pařížské výstavy užitého umění Exposition des arts décoratifs, která je pokládána za počátek stylu art deco. Ve 20. letech to byla již jednoznačně ona, kdo ekonomicky zabezpečoval rodinu. Navrhovala také kostýmy pro film (Le Vertige Marcela L'Herbiera, Le p'tit Parigot René Le Somptiera) a tapety. Světová ekonomická krize roku 1929 její byznys sice ochromila, ale firmy, které přežily, o její návrhy nadále stály. Pád vlastní firmy jí též umožnil znovu více malovat. V roce 1932 se stala členkou umělecké skupiny Abstraction–Création. Společně s manželem vytvořila sérii plošných obrazů Rytmus a v roce 1937 namalovali nástěnné obrazy do pavilonů letectví a železnic pro světovou výstavu v Paříži. 
Robert Delaunay zemřel roku 1941. To pro ni byla rána a de facto se zhroutila. Prodala všechen majetek a začala se toulat po Francii, přespávala v hotelích, případně u přátel. Tento životní styl měl ovšem i praktické důvody: zabraňoval kontrole průkazu, aby se úřady začaly zajímat o její židovský původ.

### 1946-1979
Nové tvůrčí impulsy přišly hned po válce. Pro britsko-francouzskou firmu původem českého hedvábníka Ziky Aschera, který ji oslovil v Paříži, začala Delaunayová navrhovat design látek. V roce 1950 potkala Hanse Arpa a ten ji přiměl znovu se věnovat volnému umění, spolupracovala s ním na cyklu litografií. Dalšího osudového muže potkala roku 1964, byl to básník Jacques Damas. Nestali se milenci, ale vzájemně si pomáhali – Damas trpěl depresemi a alkoholismem.

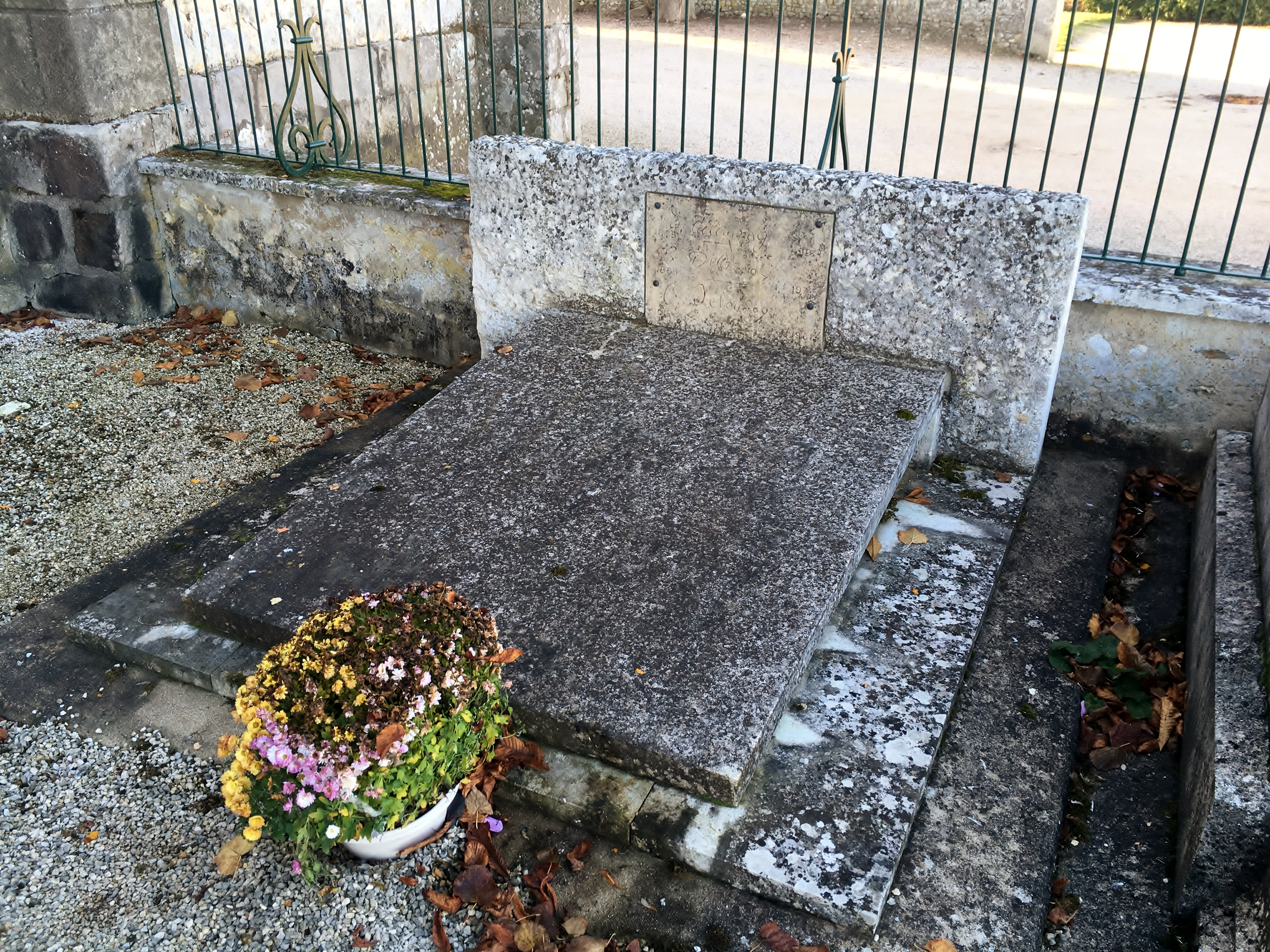
Hrob manželů Delauneyových a jejich syna Charlese v Gambais

V roce 1964 měla rovněž retrospektivní výstavu v Louvru, jako vůbec první žijící ženská malířka. Roku 1975 získala Řád čestné legie.  Od roku 1976 vyvíjela řadu textilií, nádobí a šperků s francouzskou firmou Artcurial, inspirovanou její tvorbou z 20. let. V roce 1978 vydala paměti nazvané Nous irons jusqu'au soleil (Půjdeme až ke Slunci).
Sonia Delaunay zemřela 5. prosince 1979 v Paříži ve věku 94 let. Byla pohřbena v rodinném hrobě v obci Gambais, kde od roku 1938 měli manželé Delauneyovi usedlost.
Její syn Charles Delaunay (1911-1988) se stal hudebním publicistou a velkým propagátorem jazzu, otevřel mj. první jazzový klub ve Francii. Bratranec, inženýr Alexandr Jakovlevič Těrk byl překladatel, náboženský myslitel a pedagog.